# Gruczno
Gruczno – wieś w Polsce położona w województwie kujawsko-pomorskim, w powiecie świeckim, w gminie Świecie.

## Podział administracyjny i demografia

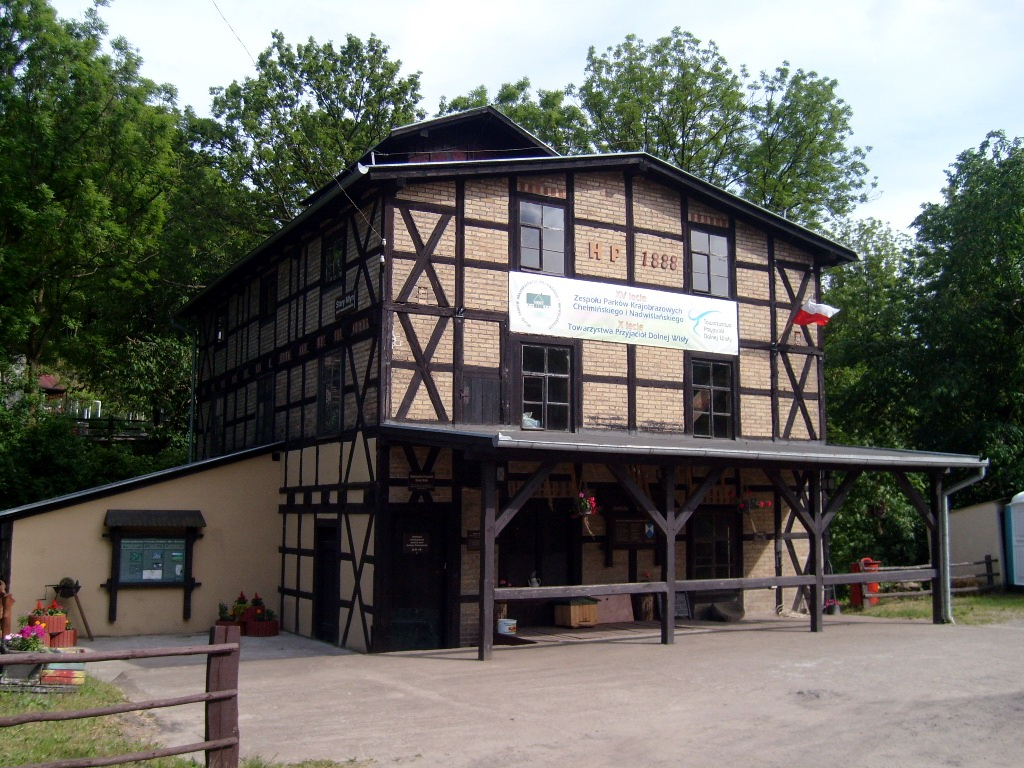
Zabytkowy młyn w Grucznie

Do 1954 roku miejscowość była siedzibą gminy Gruczno. W latach 1954–1972 wieś należała i była siedzibą władz gromady Gruczno. W latach 1975–1998 miejscowość administracyjnie należała do województwa bydgoskiego. Według Narodowego Spisu Powszechnego (III 2011 r.) liczyła 1409 mieszkańców.

## Historia
W roku 1290 wieś została podarowana przez księcia pomorskiego Mściwoja II arcybiskupom gnieźnieńskim. Miejscowa parafia św. Jana Chrzciciela należy do najstarszych na Pomorzu, a pierwszy kościół powstał już w XIII wieku. Do połowy XVII wieku Gruczno było jedną z największych wsi na Pomorzu. Po spaleniu przez Szwedów i wymordowaniu ludności nie osiągnęło już dawnej świetności. Istniejący neogotycki kościół został wybudowany pod koniec XVIII w., a w latach 1873-1876 był gruntownie przebudowany. Zabytkowy młyn pochodzi z roku 1888 i kiedyś był napędzany wodą, zastąpioną od pewnego momentu silnikiem elektrycznym. Młyn zakończył działalność w roku 1998, a obecnie jest siedzibą Towarzystwa Przyjaciół Dolnej Wisły i jest udostępniony dla zwiedzających.
Pierwsza osada znajdowała się na górze Świętego Jana. W wyniku prowadzonych wykopalisk w latach 1896-1899 (przez Muzeum Historyczne w Grudziądzu) i w roku 1938 (przez ks. Władysława Łęgę) odkryto cmentarzysko, a w grobach pierwotnej ludności znaleziono naczynia i inne przedmioty (znaleziska te zaginęły podczas II wojny światowej). W roku 1964 po raz trzeci prowadzone były wykopaliska, a w 41 z przebadanych wówczas ponad 400 grobów znaleziono bardzo okazałą biżuterię średniowieczną (kolie, bransolety, krzyżyki i inne). Warszawska wystawa znalezionych eksponatów została nagrodzona i odtąd stanowi stałą wystawę w Muzeum w Grudziądzu. Badania archeologiczne i wykopaliska rejestrują 5 faz zasiedlania zespołu grodowego w Grucznie (VII-XIV w.).
Od 2006 w miejscowości w przedostatni weekend sierpnia odbywa się co roku Festiwal Smaku.
W 2021 rozebrano znajdujący się w pobliżu miejscowości wiadukt drogowy, którym do tej pory prowadziła trasa drogi krajowej nr 5.